# Mimacraea alciopina
Mimacraea alciopina är en fjärilsart som beskrevs av James John Joicey och Talbot 1924. Mimacraea alciopina ingår i släktet Mimacraea och familjen juvelvingar. Inga underarter finns listade i Catalogue of Life.